# Tom Kennedy (musicien)
Pour les articles homonymes, voir Kennedy et Tom Kennedy.
Tom Kennedy est un contrebassiste et bassiste électrique américain.
Tom Kennedy est le fils d'un trompettiste professionnel. Il commence à jouer de la basse acoustique à l'âge de neuf ans sur une contrebasse rapportée à la maison par son frère aîné, le pianiste de jazz Ray Kennedy. Bientôt, il se produit avec de nombreux artistes de renommée nationale de passage dans le Midwest.
Kennedy se spécialise dans le jazz acoustique jusqu'à son initiation à la basse électrique à l'âge de 17 ans. Il partage son temps entre le mainstream jazz et le jazz fusion. Il s'installe à New York en 1984.

## Discographie

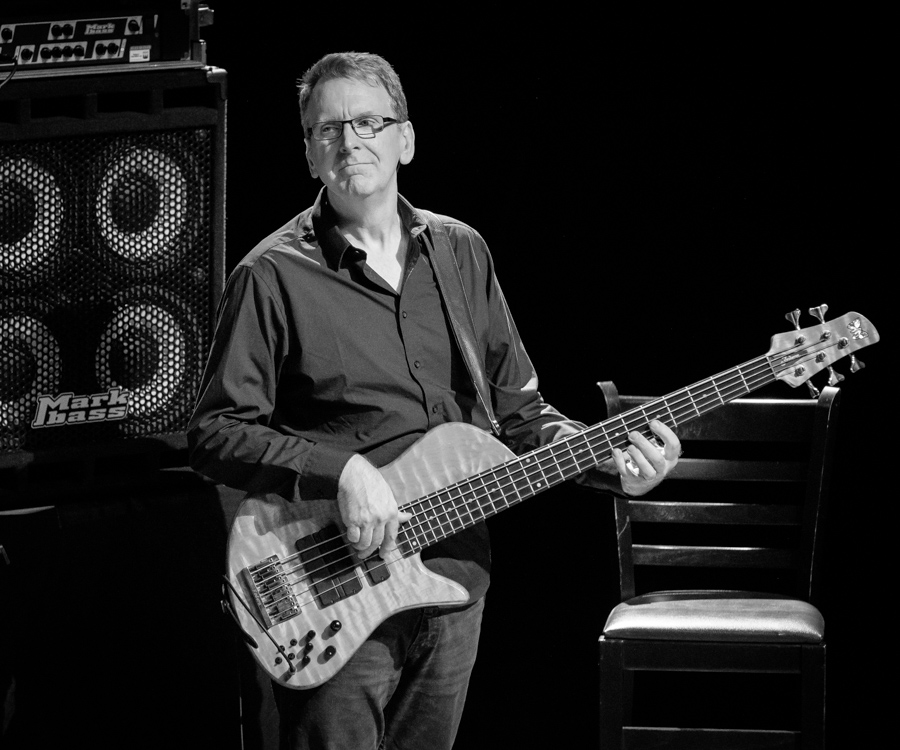
Tom Kennedy sur scène en 2018

### En tant que leader
- Basses Loaded (TKM, 1996)
- Bassics (Victoria, 2002)
- Just for the Record (CD Baby, 2012)
- Just Play! (Capri, 2013)
- Points of View (TKM, 2017)
- Stories (Autumn Hill 2021)

### En tant que sideman
Avec Dave Weckl
- Master Plan (1990)

Avec le groupe Dave Weckl
- Rhythm of the Soul (1998)
- Synergy (1999)
- Transition (2000)
- The Zone (2001)
- Perpetual Motion (2002)
- Live (And Very Plugged In) (2003)
- Multiplicity (2005)
- Live in St. Louis at the Chesterfield Jazz Festival 2019 (2021)

Avec Bill Connors
- Step It (1984)
- Double Up (1986)
- Assembler (1987)

Avec d'autres
- Hearts and Numbers by Don Grolnick
- I'll Remember April with Ray Kennedy
- The Infinite Desire by Al DiMeola
- Universe by Planet X
- Moonbabies by Planet X
- Inertia  by Derek Sherinian
- All Over the Place by Mike Stern
- Mike Stern Band: New Morning – The Paris Concert (DVD)